# Estação San Andrés Tomatlán
A Estação San Andrés Tomatlán é uma das estações do Metrô da Cidade do México, situada na Cidade do México, entre a Estação Lomas Estrella e a Estação Culhuacán. Administrada pelo Sistema de Transporte Colectivo, faz parte da Linha 12.
Foi inaugurada em 30 de outubro de 2012. Localiza-se no cruzamento da Avenida Tláhuac com a Rua Próspero García. Atende os bairros San Andrés Tomatlán, Estrella Culhuacán e 12 Diciembre, situados na demarcação territorial de Iztapalapa. A estação registrou um movimento de 3.312.057 passageiros em 2016.
A estação recebeu esse nome por estar situada no bairro de San Andrés Tomatlán. O bairro possui esse nome por homenagear Santo André, um dos apóstolos de Jesus.
Em suas imediações se localiza a sede do Club Deportivo Censodep e da Escuela Superior de Ingeniería Mecánica y Eléctrica Culhuacán.

## História
A estação foi projetada para ser uma das estações que atenderia a Linha 12 do Metrô da Cidade do México. As obras se iniciaram em 23 de setembro de 2008 após vários adiamentos. Enfim, foi inaugurada em 30 de outubro de 2012 junto com as outras estações da Linha 12.
Porém, no dia 12 de março de 2014, a estação foi fechada devido a falhas estruturais no viaduto que conecta as estações elevadas da Linha 12. Foi reinaugurada no dia 28 de outubro de 2015, após um ano e meio fora de serviço.